# Bitwa pod Shipu
Bitwa pod Shipu – potyczka morska w nocy 14/15 lutego 1885, w czasie wojny chińsko-francuskiej, zakończona zwycięstwem francuskich sił lekkich.
Po bitwie pod Fuzhou Francuzi ustanowili blokadę Tajwanu i wybrzeży Fujianu. Próbę jej przerwania podjęła eskadra chińskiej Floty Południowego Oceanu (Nanyang) pod dowództwem adm. Wu Ankanga, składająca się z krążowników „Nanchen” (南琛), „Nanrui” (南瑞) i „Kaiji” (開濟), fregaty parowej „Yuyuan” (馭遠) i awiza „Dengqing” (澄慶). Nowoczesne krążowniki „Chaoyong” (超勇) i „Yangwei” (揚威), początkowo towarzyszące eskadrze, zostały wycofane przez Li Hongzhanga na północ. Ruszywszy z Szanghaju w końcu grudnia, flotylla posuwała się bardzo wolno, nie tracąc lądu z oczu, ćwicząc i często się zatrzymując; brak zdecydowania po stronie chińskiej był oczywisty, co nie było dziwne, zważywszy niezbyt wysoki poziom wyszkolenia załóg, braki kadrowe (zachodni oficerowie-instruktorzy w większości wypowiedzieli służbę) i świeżą pamięć o wyniku starcia pod Fuzhou.
Na zagrożenie zareagował adm. Amédée Courbet, który ruszył na spotkanie nieprzyjaciela. Do spotkania doszło u ujścia zatoki Sanmen, na południe od Ningbo. Adm. Wu, wobec przewagi francuskiej, wycofał się pospiesznie na północ, porzucając dwie najwolniejsze jednostki: „Yuyuan” i „Dengqing” pod dowództwem adm. Ding Ruchanga. Okręty te schroniły się z powrotem na płytkich wodach zatoki Shipu, na kotwicowisku osłoniętym przez wyspy. Francuzi, których ciężkie okręty nie były w stanie przejść płytkich cieśnin, zablokowali im wszystkie drogi ucieczki.
Błędem adm. Dinga, byłego kawalerzysty bez doświadczenia morskiego, było pozostawienie wokół okrętów wielu rybackich dżonek. Wykorzystali to w nocnym ataku kmdr por. Charles Gourdon i por. Émile Duboc, którzy przeprowadzili dwa kutry parowe z krążownika „Bayard” między wyspami, i przemknąwszy się wśród wielu małych jednostek na wodach zatoki, podeszli bardzo blisko chińskich okrętów. Mimo podniesionego alarmu, oba kutry zdołały ugodzić „Yuyuana” minami wytykowymi. Wśród chińskich załóg wybuchła panika. W wyniku panującego chaosu zatonął także „Dengqing”, zatopiony przez załogę, lub omyłkowo trafiony ogniem własnej artylerii.
Kutry francuskie wycofały się bez strat. Eskadra Courbeta zablokowała następnie pozostałe okręty Wu Ankanga w Zhenhai, porcie Ningbo.

## Przypisy

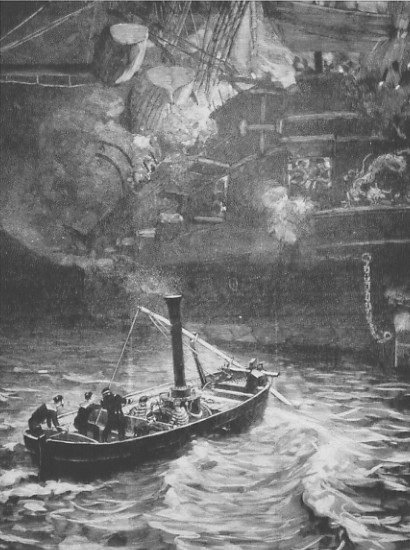
Atak kutra z miną wytykową, podobny jak w bitwie pod Shipu
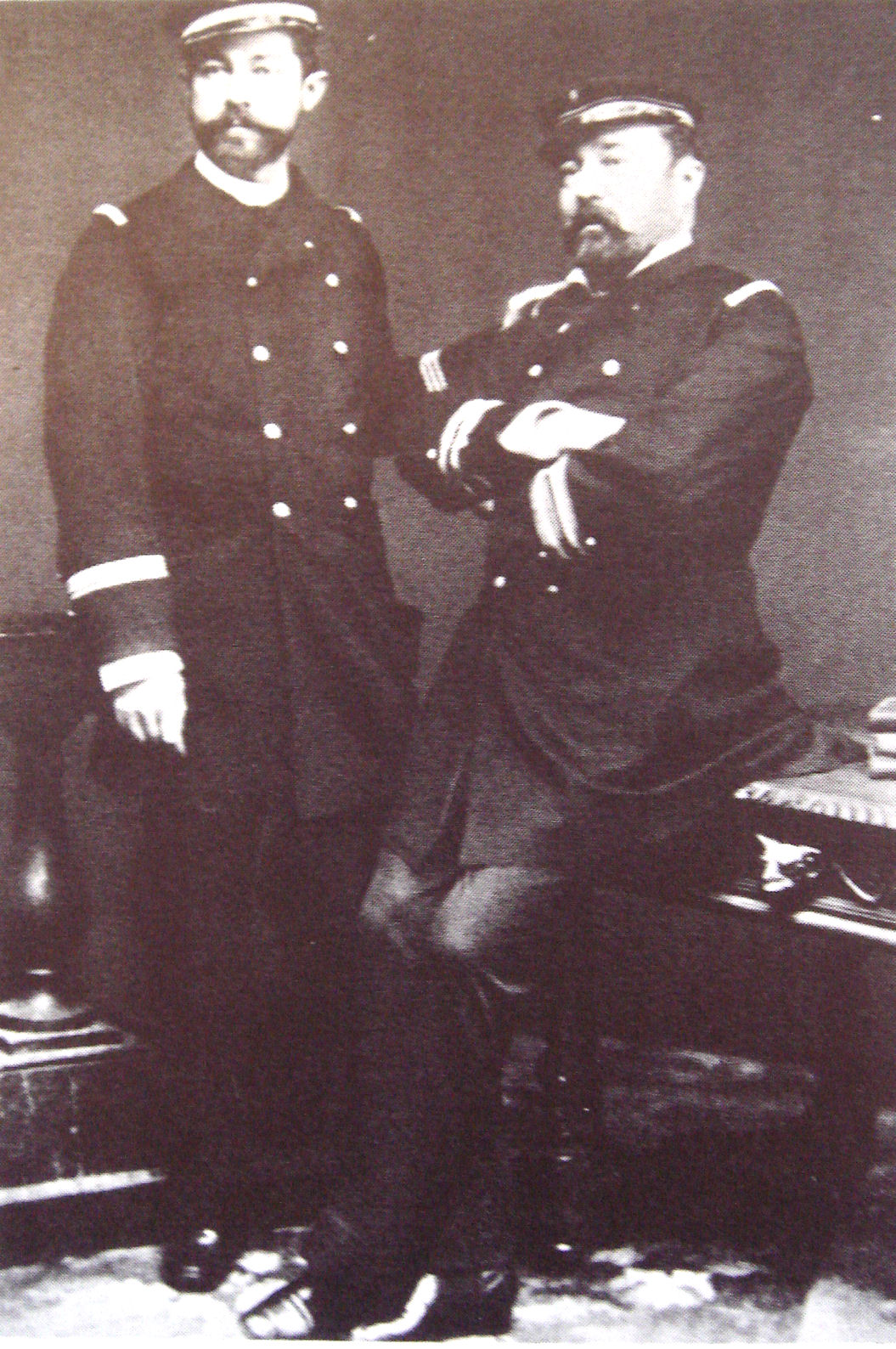
Dowódcy nocnego ataku: Gourdon i Duboc
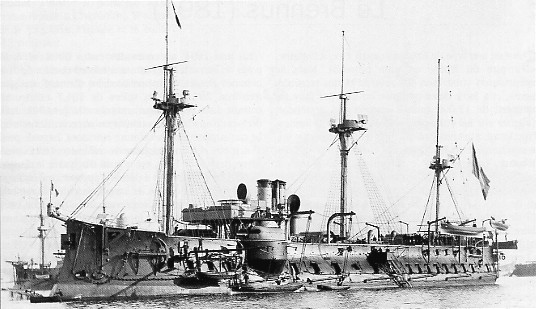
Francuski okręt flagowy: krążownik pancerny „Bayard”
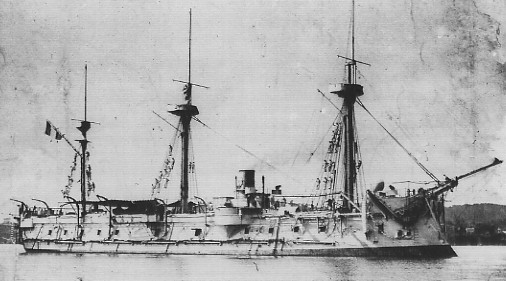
Okręt pancerny „Triomphante”